# Rocking All Over The Years
Rocking All Over The Years är ett samlingsalbum av det brittiska rockbandet Status Quo. Albumet släpptes i samband med att gruppen firade 25 år.

## Låtlista
1. Pictures Of Matchstick Men (Rossi)
2. Ice In The Sun (Wilde/Scott)
3. Paper Plane (Rossi/Young)
4. Caroline (Rossi/Young)
5. Break The Rules (Rossi/Parfitt/Lancaster/Coghlan/Young)
6. Down Down (Rossi/Young)
7. Roll Over Lay Down (Rossi/Parfitt/Lancaster/Coghlan)
8. Rain (Parfitt)
9. Wild Side Of Life (Warren/Carter)
10. Rockin' All Over The World (Fogerty)
11. Whatever You Want (Parfitt/Bown)
12. What You're Proposin' (Rossi/Frost)
13. Something 'Bout You Baby I Like (Supa)
14. Rock 'N' Roll (Rossi/Frost)
15. Dear John (Gustafson/Macauley)
16. Ol' Rag Blues (Lancaster/Lamb)
17. Marguerita Time (Rossi/Frost)
18. The Wanderer (Marescaα)
19. Rollin' Home (David)
20. In the Army Now (Bolland)
21. Burning Bridges (Rossi/Bown)
22. Anniversary Waltz Part One (medley) (Lee/Kind/Mack/Mendlesohn/Berry/Maresca/Bartholomew/King/Collins/Penniman/Hammer/Blackwell - arr av Status Quo)